# Ambassade de France en Oman
L'ambassade de France en Oman est la représentation diplomatique de la République française auprès du sultanat d'Oman. Elle est située à Mascate, la capitale du pays, et son ambassadeur est, depuis 2024, Nabil Hajlaoui.

## Ambassade
L'ambassade est située à Mascate, en bord de mer, dans le nouveau quartier diplomatique et administratif d'Al Khuwaïr. Elle accueille aussi une section consulaire. L'édifice, fait de colonnes, d'arcades et de voûtes, est surtout caractérisé par un immense auvent de 5 000 m2, mesurant 180 mètres de long et descendant vers la mer. Cet auvent est composé d'une multitude d'ouvertures et égayé de vitraux colorés. Dans ce mélange de styles français et omanais, la coupole de métal pesant 14 tonnes est le symbole par excellence de l'architecture arabe. La Résidence de France est située de l'autre côté des jardins « à la française » de la chancellerie.

## Histoire
La création d'un consulat de France à Mascate a été décidée par un décret du Comité de salut public en 1794. Ce n'est toutefois qu'en 1894, sur décision du ministre Hanotaux, qu'un consul français s'établit effectivement sur place, dans le bâtiment qui abrite aujourd'hui le musée des relations franco-omanaises, Beit Fransa . Cette belle demeure blanche, construite dans l'enceinte des remparts de la ville, était destinée à Ghalia, une des nièces du sultan Saïd ben Sultan, puis fut offerte au vice-consul Paul Ottavi par le sultan Faïsal ibn Turki . À la suite de la Première Guerre mondiale, le consulat de Mascate fut fermé en 1920.
L'ambassade de France en Oman a été ouverte en 1972 et ses locaux actuels, conçus par Architecture Studio, ont été inaugurés par le président François Mitterrand lors de sa visite d'État au Sultanat en janvier 1992.

## Ambassadeurs de France en Oman
| De   | À    | Ambassadeur        |
| ---- | ---- | ------------------ |
| 1972 | 1974 | Paul Carton        |
| 1974 | 1976 | Abdelmejid Kebaili |
| 1976 | 1980 | Robert Oddos       |
| 1980 | 1983 | Pierre Morizot     |
| 1983 | 1987 | Jacques Homo       |
| 1987 | 1990 | Charles Jeantelot  |
| 1990 | 1992 | Jean-Pierre Guyot  |
| 1992 | 1995 | Régis Koetschet    |
| 1995 | 2000 | Georges Gautier    |
| 2000 | 2004 | Michel Touraine    |
| 2004 | 2008 | Marc Barety        |
| 2008 | 2012 | Malika Berak       |
| 2012 | 2014 | Yves Oudin         |
| 2014 | 2017 | Roland Dubertrand  |
| 2017 | 2021 | Renaud Salins      |
| 2021 | 2024 | Véronique Aulagnon |
| 2024 | auj. | Nabil Hajlaoui     |

## Relations diplomatiques
Les premières relations entre les deux pays remontent au XVIIe siècle, lorsque les navires de la Compagnie des Indes faisaient escale à Mascate, l'un des meilleurs ports de la région, affranchi depuis 1649 de la tutelle portugaise. Les échanges se développent tout au long du XVIIIe siècle, enrichis par les routes vers l'Île de France et l'Île Bourbon. Un comptoir français est établi en 1775 et, onze années plus tard, le sultan Hamid autorise la France à nommer un représentant officiel. Mais la Révolution française contrarie ce projet. Ce n'est qu'en 1807 que le nouveau sultan d'Oman, Saïd ben Sultan, accepte de signer une convention avec le gouverneur de l'Île de France, le capitaine-général Decaen. Les relations reprennent entre la France et le vaste empire maritime omanais s'étendant de Bandar Abbas et Gwadar à Zanzibar et Cap Delgado.
L'ouverture en 1894 d'un poste consulaire à Mascate permet le renforcement des relations entre la France et le sultanat d'Oman, séparé de Zanzibar depuis 1856. Pour marquer ce rapprochement, le sultan fait don à la France d'une demeure royale pour en faire le siège de sa représentation diplomatique et consulaire. Mais en 1920, à la suite de la Première Guerre mondiale, le consulat est fermé au profit de celui de Bombay qui en reprend les attributions. Les cinquante années qui suivent connaissent un sérieux ralentissement des rapports bilatéraux. L'accession au pouvoir du sultan Qabus ibn Saïd redonne un élan aux relations franco-omanaises. En 1972, l'ambassadeur de France au Koweït est accrédité à Mascate, puis, en janvier 1974, un ambassadeur résident y est nommé.

## Consulat

### Communauté française
Au 31 décembre 2016, 779 Français sont inscrits sur les registres consulaires au Sultanat d'Oman.
| 2001 | 2002 | 2003 | 2004 |
| ---- | ---- | ---- | ---- |
| 318  | 357  | 400  | 400  |

| 2005 | 2006 | 2007 | 2008 |
| ---- | ---- | ---- | ---- |
| 421  | 430  | 473  | 521  |

| 2009 | 2010 | 2011 | 2012 |
| ---- | ---- | ---- | ---- |
| 559  | 653  | 702  | 728  |

| 2013 | 2014 | 2015 | 2016 |
| ---- | ---- | ---- | ---- |
| 769  | 785  | 795  | 779  |

### Circonscriptions électorales
Depuis la loi du 22 juillet 2013 réformant la représentation des Français établis hors de France avec la mise en place de conseils consulaires au sein des missions diplomatiques, les ressortissants français d'une circonscription recouvrant les Émirats arabes unis et Oman élisent pour six ans cinq conseillers consulaires. Ces derniers ont trois rôles :
1. ils sont des élus de proximité pour les Français de l'étranger ;
2. ils appartiennent à l'une des quinze circonscriptions qui élisent en leur sein les membres de l'Assemblée des Français de l'étranger ;
3. ils intègrent le collège électoral qui élit les sénateurs représentant les Français établis hors de France.

Pour l'élection à l'Assemblée des Français de l'étranger, Oman appartenait jusqu'en 2014 à la circonscription électorale d'Abou Dabi comprenant aussi l'Arabie saoudite, le Bahreïn, les Émirats arabes unis, le Koweït, le Qatar et le Yémen, et désignant trois sièges. Oman appartient désormais à la circonscription électorale « Asie centrale et Moyen-Orient » dont le chef-lieu est Dubaï et qui désigne quatre de ses 23 conseillers consulaires pour siéger parmi les 90 membres de l'Assemblée des Français de l'étranger.
Pour l'élection des députés des Français de l’étranger, Oman dépend de la 10e circonscription.